# 실리콘 온 인슐레이터
실리콘 온 인슐레이터(silicon on insulator, SOI)는 반도체 제조에서 층상 실리콘-절연체-실리콘 기판에 실리콘 반도체 장치를 제조하여 장치 내의 기생 용량을 줄여 성능을 향상시키는 기술이다. SOI 기반 장치는 실리콘 접합이 전기 절연체(일반적으로 이산화 규소 또는 사파이어) 위에 있다는 점에서 기존의 실리콘 기반 장치와 다르다(이러한 유형의 장치를 사파이어 위의 실리콘 또는 SOS라고 함). 절연체 선택은 주로 의도된 응용 분야에 따라 달라진다. 사파이어는 고성능 무선 주파수(RF) 및 방사선에 민감한 응용 분야에 사용되고 이산화규소는 기타 마이크로 전자 장치의 단채널 효과 감소를 위해 사용된다. 절연층과 최상층의 실리콘층도 적용 분야에 따라 크게 달라진다.

## 같이 보기
- 웨이퍼